# Marcel Doret
Pour les articles homonymes, voir Doret.

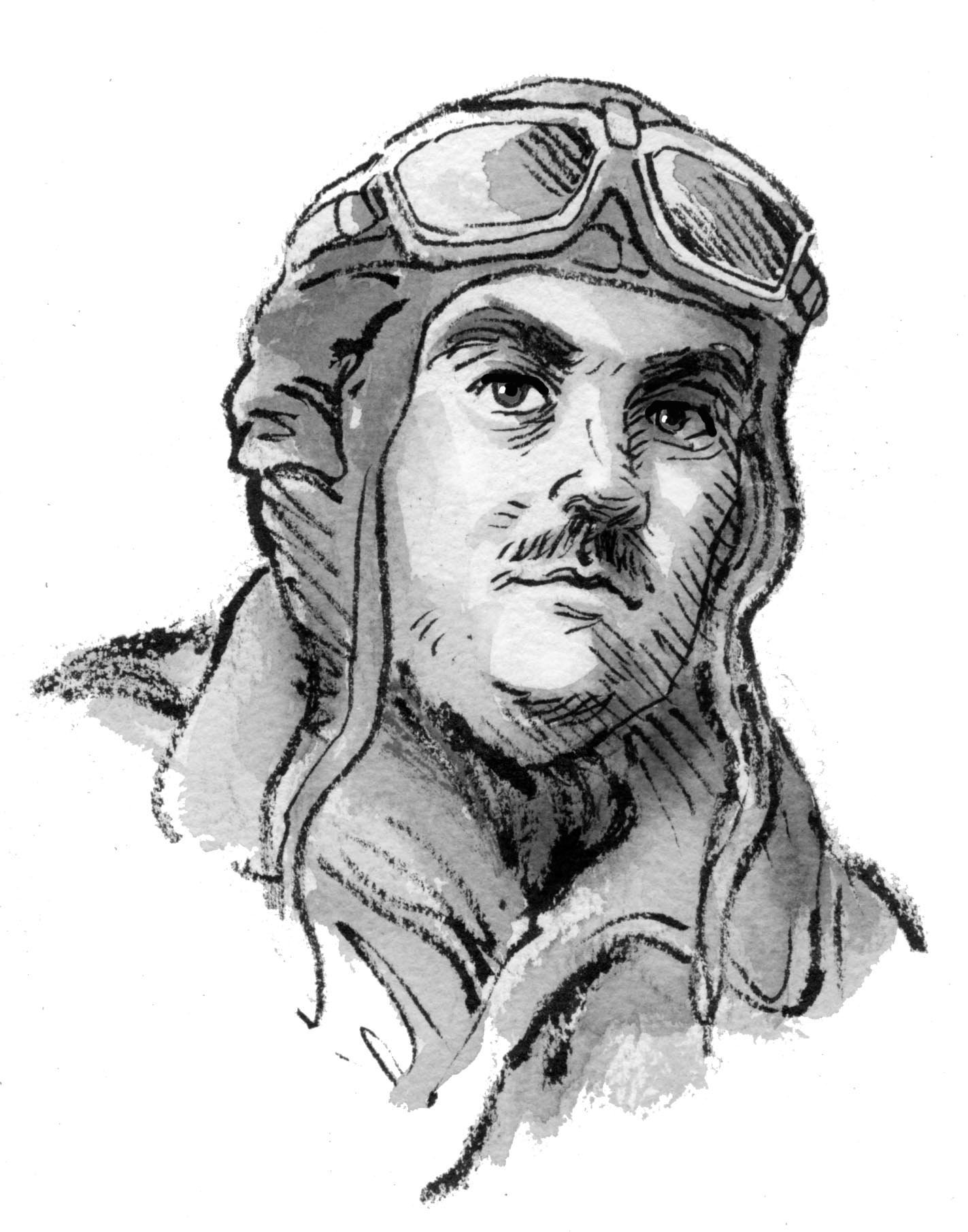
Marcel Doret, une vue d'artiste.

Louis Marcel Germain Doret, dit Marcel Doret, né le 3 mai 1896 à Paris 18e et mort le 31 août 1955 au Vernet, est un aviateur et pilote d'essai français.

## Pilote d'essai
En 1910, il est apprenti mécanicien. Il s'engage à 18 ans, dès le début de la Grande Guerre dans l'artillerie et combat à Verdun. Il est blessé trois ans plus tard et reçoit la médaille militaire. Une fois guéri, il demande son transfert dans l'aviation et rejoint Dijon puis Chartres. Lâché seul après moins de deux heures de vol en double commande, il est breveté pilote militaire en 1918, à l'âge de vingt-deux ans, et il poursuit sa formation à l'École de chasse et d'acrobatie de Pau après un court passage à Avord. À la fin de la guerre, il est ouvrier chez Renault, mais Émile Dewoitine le remarque dans un meeting aérien. Le 1er juin 1923, Doret entre comme pilote d'essai dans ses usines à Toulouse, et devient rapidement chef pilote d'essai. Jusqu'en 1939, il met au point quarante-trois prototypes d'appareils très différents, ce qui lui donne une maîtrise presque totale du pilotage. Avec la production des appareils de ligne, comme le Dewoitine D.332 Émeraude, il est amené à les convoyer dans des pays de plus en plus lointains et devient un des premiers pilotes de ligne.

## Pilote de raid
Pilote de raid, il remporte dix-huit records internationaux, dont celui de distance en circuit fermé. Du 7 au 10 juin 1931, il dépasse les 10 000 km sur le Dewoitine D.33 Trait d'union, avec ses coéquipiers Joseph-Marie Le Brix et René Mesmin. Dans une nouvelle tentative de record en ligne droite, l'appareil, moteur givré au-dessus de la Sibérie, se pose dans les arbres. L'avion est détruit, mais l'équipage indemne. Le second prototype décolle de Paris le 11 septembre 1931, avec pour objectif Tokyo. Au matin du 12, l'appareil est pris dans le mauvais temps et il s'écrase dans l'Oural. Doret est le seul survivant, Le Brix et Mesmin n'ont pas pu sauter en parachute.
En 1937, il tente par deux fois un raid Paris-Tokyo aux commandes d'un Caudron Simoun, avec Jérôme Micheletti. La première fois, ils doivent s'arrêter à Hanoï. La seconde, ils se perdent et doivent se poser sur une plage d'une île, à 500 km du but.

## Pilote de voltige
Très tôt Marcel Doret s'est mis à pratiquer la voltige aérienne, avec son D.27 aux ailes striées de rouge, devenu légendaire. En meeting, ses duels avec d'autres champions, comme Michel Détroyat, attirent des foules immenses.
Dewoitine, avait refondé sa société en France dès mars 1928. Une vingtaine de D.27 y furent construits. Le premier, désigné D.272, était motorisé par un HS 12Jb de 400 cv et servait à des démonstrations acrobatiques. Marcel Doret s'illustra sur un D.27 en voltige.
Chaque pilote se présente habituellement aux épreuves avec l'aéronef de l'industriel qu'il représente. Marcel Doret possède alors un Dewoitine de chasse, de série, doté d'un moteur Hispano-Suiza de 300 ch.
Le 21 août 1927, il est classé troisième lors d'une compétition internationale de voltige aérienne, organisée sur l'aérodrome de Dübendorf, près de Zurich, derrière l'as allemand Gerhard Fieseler. À la suite de cette journée, les meilleurs pilotes proposent un nouveau type d'épreuve aérienne, plus équitable, qui permette au pur talent du pilote de s'exprimer en s'affranchissant des éventuelles faiblesses de qualité, de poids et de puissance de son avion. L'idée est simple. La palme du meilleur pilote reviendra à celui qui s'impose même avec la machine de ses adversaires (échange des avions). À l'issue d'un duel épique avec l'as allemand Fieseler, Marcel Doret est ainsi sacré « roi de l'air » et sa célébrité est à son apogée. Son nom est acclamé par plus de cent mille spectateurs sur le terrain de Tempelhof, à la porte de Berlin, témoignant de l'amitié franco-allemande de l'avant-guerre.
Lors de la fête de l'aviation organisée près de Paris, le 25 avril 1937, sur le polygone de Vincennes, le public est si impressionné par sa virtuosité qu'il élit Marcel Doret pour la Coupe avec 11 489 bulletins, contre seulement 6 402 pour son plus immédiat concurrent (Revue Aéro du 30 avril 1937). Il participe à un match aérien entré dans l’histoire de l’aviation sous le nom de « carré d’as », opposant René Paulhan à Louis Massotte, Marcel Doret et Jérôme Cavalli. René Paulhan, surnommé « l'as de trèfle », remporte ce concours d’acrobatie aérienne resté fameux.
Après quelques articles de presse malveillants, et pour maintenir son aura auprès du public, en 1937, il devient pilote de planeur, et il remporte des championnats de voltige.

## Pilote de guerre
En 1944, Marcel Doret prend le commandement du 1er groupe de chasse FFI, dit « Groupe Doret » — composé de deux escadrilles commandées par Léopold Galy et Cliquet —, formé avec les Dewoitine D.520 repris aux troupes d'occupation qui avaient réquisitionné les usines Dewoitine. Entre les 16 et 19 octobre 1944, les chasseurs français escortent des bombardiers en piqué Douglas SBD Dauntless A-24. Ce GC est intégré en novembre 1944 dans les Forces aériennes de l'Atlantique pour attaquer les Allemands dans la région bordelaise et la poche de Royan.
À la dissolution des FAA, le « Groupe Doret » est ensuite incorporé dans le Groupe Saintonge (GC II/18) ; il y demeure jusqu'en 1946.

## Après guerre
Après la guerre, il se consacre aux meetings aériens et aux démonstrations. Il totalise plus de 6 000 heures de vol.
Marcel Doret est mort en 1955 d'un cancer dans sa résidence secondaire du Vernet, après avoir publié un livre de souvenirs : Trait d'union avec le ciel. Il est enterré au cimetière Pierre-Grenier à Boulogne-Billancourt, ville où il résidait avec sa femme.

## Décorations et mémoire
- Commandeur de la Légion d'honneur
- De nombreux sites portent son nom en France (école, rues, avenues, rond-point, zone d'activité).

## Ouvrages de Marcel Doret
- Trait d'union avec le ciel, jaquette illustrée, illustrations et photos noir et blanc, Éditions France-Empire, Paris, 312 p., 1954
  - Trait d'union avec le ciel : pilote d'essai et as de la voltige, Paris, Les Éd. de l'Officine, 2002, 369 p. (ISBN 978-2-914614-08-5, OCLC 492347543).
- Plein ciel (édition abrégée du précédent pour la jeunesse), illustrations Jean Reschofsky, collection Bibliothèque verte, no 142, Éditions Hachette, Paris, 254 p., 1959; rééditions : 1960, 1961, 1963
  - Plein ciel (édition brochée du précédent), illustrations Jean Reschofsky, collection Bibliothèque de la jeunesse, no 142, Éditions Hachette, Paris, 254 p., 1959; réédition : 1961

## Sources et bibliographie
- Liste d'immatriculations d'avions en France :
  - 4878	F-ANXM	Caudron C.635 Simoun 7090.14	Marcel Doret /Chatillon-sous-Bagneux
  - 5176	F-AJTE	Dewoitine 272> [530?] > 531>06 Marcel Doret /Chatillon-sur-Bagneux
  - 5219	F-APMS	Caudron C.635M Simoun	7516.92	Marcel Doret /Chatillon s-Bagneux
  - 5730	F-AQMO	Dewoitine 482	01	Marcel Doret /Chatillon-s-Bagneux (based Toulouse)
  - Marcel Doret, Trait d'union avec le ciel : pilote d'essai et as de la voltige, Paris, Les Éd. de l'Officine, 2002, 369 p. (ISBN 978-2-914614-08-5, OCLC 492347543).
- Jérôme Noetinger, dans Air et Cosmos  (ISSN 1240-3113), 28 avril 1984, no 999.
- Jean Gisclon, Des avions et des hommes, Paris, France-Empire, 1969, 287 p. (OCLC 919892228).
- Georges Baccrabère, Toulouse, terre d'envol, 2 vol., Toulouse, Signes du Monde, 1993.